# Saudi National Bank
La Saudi National Bank (abbreviato in SNB) è uno dei più grandi istituti bancari e finanziari dell'Arabia Saudita.
Fondata nel 1953 e chiamata precedentemente The National Commercial Bank (NCB), nell'aprile 2021 si è fusa con la Samba Financial Group cambiando nome e adottando con quello odiernamente in uso. È quotata alla Tadawul (borsa valori dell'Arabia Saudita).
Tra le maggiori partecipazione e controllate della banca, vi è il possesso di una quota considerevole della svizzera Credit Suisse.